# St. Emmeram (Feldkirchen)
Die Kapelle St. Emmeram ist ein kleiner, neugotischer Backsteinbau am Rand der Gemeinde Feldkirchen bei München.

## Lage

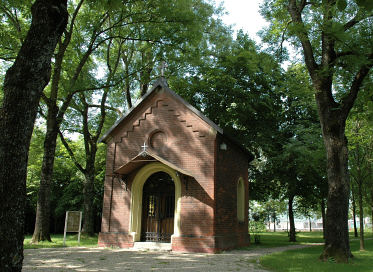
Die Kapelle St. Emmeram

Die Kapelle liegt an der Einmündung der Kapellenstraße in die Emeranstraße, die die Verbindung zum Ortsteil Heimstetten der Gemeinde Kirchheim bei München herstellt. Sie liegt in einer Anpflanzung, dem St.-Emmeram-Gedächtnishain. Das Gelände steht im Eigentum der Pfarrgemeindestiftung Aschheim.

## Geschichte

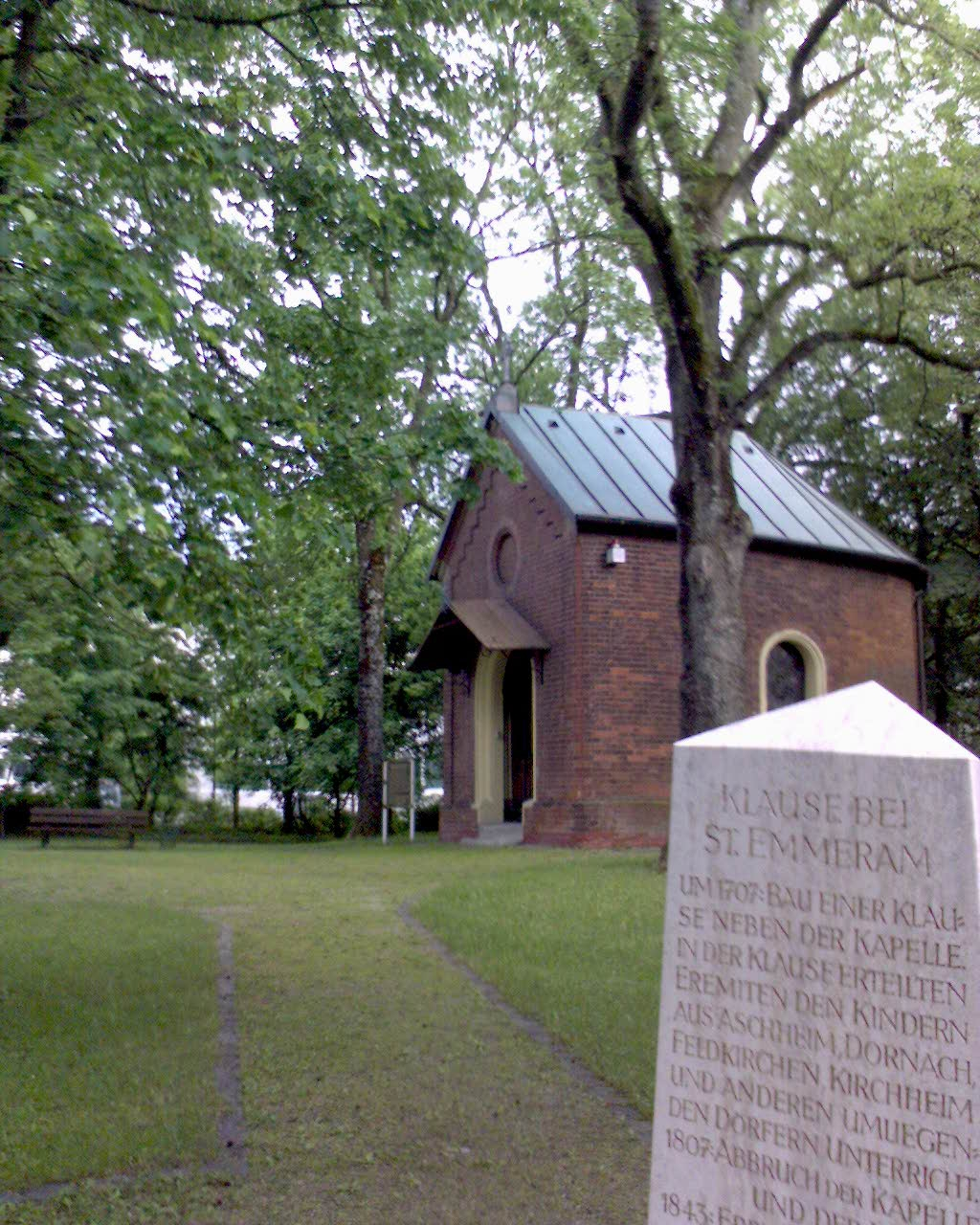
Kapelle und Gedenkstein

Die Kapelle steht an der Stelle, an der der heilige Emmeram nach seinem Martyrium angeblich im Jahr 652 verstorben sein soll. Die Datierung stützt sich auf die „Vita et passio Sancti Haimhrammi Martyri“ des Freisinger Bischofs Arbeo sowie auf die spätgotische Grabplatte in Aschheim. Andere Datierungen nennen die Jahre 685 und 692 sowie die Zeit um 715.
Bereits 853 wurde mit der ersten urkundlichen Erwähnung Feldkirchens eine Kapelle genannt. 1524 wurde die Kapelle eine Filiale der Pfarrei Aschheim. Um 1707 wurde neben der Kapelle eine Klause errichtet, in der Eremiten den Kindern aus den Orten der Umgebung Unterricht erteilten. Nach der Säkularisation wurden die Kapelle und die Klause 1807 abgerissen.
Am 30. Oktober 1833 beantragte der Aschheimer Pfarrer Erhard Cholemar die Errichtung eines gesamtbayerischen Denkmals mit einer Gedächtniskapelle an diesem Ort. Sie wurde nach einer von König Ludwig I. (Bayern) „nach langem Hin und Her“ im Jahr 1840 für das gesamte Königreich Bayern bewilligten Spendensammlung im Jahr 1842 „mit den mühsam gesammelten Geldern“ errichtet, 1843 eingeweiht und von 1978 bis 1983 restauriert.

## Anlage
Die Kapelle, ein einschiffiger, backsteinverkleideter neugotischer Saal mit einem kleinen Dachreiter und einem rundbogigen Portal, birgt eine wertvolle Figur des Heiligen.